# Uberto Cagnassi
Uberto Francesco Giuseppe Cagnassi (26 settembre 1879 – ...) è stato un calciatore italiano, di ruolo difensore.

## Carriera
Presente nella rosa del Torinese almeno dal novembre 1899, quando disputò una partita di preparazione al campionato.
Nel 1900 raggiunse la finale del torneo, persa contro il Genoa. La stagione seguente il Torinese non partecipò al campionato mentre nel 1902 raggiunse la semifinale. Nel corso di una gara di Medaglia del Re fu schierato come portiere.
Il 10 gennaio 1904 è ancora in rosa al Torinese, con cui disputò un incontro di Palla Dapples in casa del Genoa, persa per 2-0.

## Statistiche

### Presenze e reti nei club
| Stagione  | Club     | Campionato | Campionato | Campionato | Campionato |
| Stagione  | Club     | Comp       | Pres       | Reti       |            |
| --------- | -------- | ---------- | ---------- | ---------- | ---------- |
| 1900      | Torinese | CI         | 6          | 0          |            |
| 1902      | Torinese | CI         | 4          | 1          |            |
| 1902-1903 | Torinese | CI         | 1          | 0          |            |
| 1903-1904 | Torinese | PC         | 0          | 0          |            |
| Totale    | Totale   | Totale     | 11         | 1          |            |